# Georg Altkuckatz
Georg Altkuckatz (* 20. März 1930; † 20. April 1992) war ein deutscher  Funktionär der DDR-Blockpartei NDPD. Er war von 1979 bis 1989 Vorsitzender des NDPD-Bezirksvorstandes Halle.

## Leben
Altkuckatz, Sohn eines Tischlers, erhielt nach dem Besuch der Volksschule eine kaufmännische Ausbildung. Er arbeitete als Einzelhandelskaufmann und war 1956 bis 1962 Direktor des HO-Kreisbetriebs Finsterwalde. Im Jahr 1963 war er stellvertretender Direktor der HO-Bezirksdirektion Cottbus. Er trat in die National-Demokratische Partei Deutschlands (NDPD) ein und war zeitweise Vorsitzender des NDPD-Kreisverbandes Finsterwalde. Er gehörte von 1958 bis 1963 als Abgeordneter dem Bezirkstag Cottbus an. Von 1963 bis 1978 wirkte er als Stellvertreter des Vorsitzenden des Rates des Bezirkes Halle für Handel und Versorgung und war von 1963 bis 1990 Abgeordneter des Bezirkstages Halle. Er gehörte ab April 1977 als Mitglied dem Hauptausschuss der NDPD an. Am 16. Juni 1979 wurde er auf der Bezirkskonferenz der NDPD zum Vorsitzenden des NDPD-Bezirksverbandes Halle gewählt (Nachfolger von Karlheinz Döring). Altkuckatz übte das Amt bis zur Wende und friedlichen Revolution in der DDR (1989/90) aus.

## Auszeichnungen
- 1972 Vaterländischer Verdienstorden in Bronze